# 六合区
六合区（りくごう-く、ろくごう-く）は中華人民共和国江蘇省南京市に位置する市轄区。

## 歴史
秦代に設置された堂邑県を前身とする。漢代になると堂邑侯国とされたが、間もなく堂邑県に改編されている。その後東晋により尉氏県、隋朝により六合県とされた。
2002年、大廠区を編入し六合区と改称され現在に至る。

## 行政区画
- 街道：大廠街道、葛塘街道、長芦街道、雄州街道、竜池街道、程橋街道、金牛湖街道、横梁街道、竜袍街道、馬鞍街道、冶山街道
- 鎮：竹鎮鎮